# Cultura Erligang
Cultura Erligang (二里岡文化) (1600 - 1400 a.C.) é o termo utilizado por arqueólogos para se referir a uma cultura arqueológica da Idade do Bronze, localizada na atual China. O primeiro sítio arqueológico foi encontrado em Erligang, nas proximidades da atual cidade de Zhengzhou, província de Henan, em 1951.
Muitos arqueólogos chineses acreditam que Zhengzhou se localiza onde outrora foi uma antiga capital da Dinastia Shang, o que colocaria a cultura Erligang como nada mais que um dos estágios iniciais da Dinastia Shang. A cidade era cercada por altos muros, com uma circunferência total de cerca de 7 km. Grandes oficinas de artesanato localizavam-se fora dos muros da cidade, incluindo uma oficina de ossos, uma de cerâmica, e duas de vasilhas de bronze. A cidade moderna de Zhengzhou se localiza nos restos da cidade de Erligang, tornando praticamente impossíveis as escavações arqueológicas. Nesse sentido, a maioria das informações a respeito da cultura Erligang provém de estudos realizados em outros sítios de menor porte.
A cultura Erligang se centrava no vale do Rio Amarelo. Erligang foi a primeira cultura arqueológica chinesa a apresentar grande difusão de artefatos de bronze. Em seus primeiros anos, a cultura parece ter se expandido bastante, alcançado o Rio Yangtze, o que é indicado pela presença de um grande sítio arqueológico em Panlongcheng, província de Hubei. Já que Zhengzhou carece de acesso a metais, sítios como Panlongcheng eram provavelmente usados para proteger e garantir recursos.
A cultura foi provavelmente influenciada Cultura Erlitou, como indicam as semelhanças na técnica e estilo no trabalho em bronze realizado pelas duas culturas. Durante a cultura Erligang, contudo, o estilo das vasilhas de bronze tornou-se muito mais uniforme, além de tornar-se muito mais difundido o uso do bronze.